# 宗室 (清朝)
宗室（转写：uksun），音譯烏克孫，俗名黄带子，是出身清朝皇族愛新覺羅氏嫡系的皇族成員所享有的稱號。沒有爵位的皇族宗室，可以在名字（gebu）之前冠上「宗室」，以表示其身份。

## 概論
烏克孫（uksun），在明朝女真時，就在女真部落中使用，意指源出同支的近親兄弟姐妹們，其親緣關係較穆昆更為親近。在清朝官修「滿蒙漢三體」的《滿洲實錄》中，對譯為漢語的「族」。
1635年（天聰9年）正月二十六日，皇太極發布上諭，凡太祖後代，稱阿哥，其他六祖子弟，稱覺羅，皆為汗的宗室。皆用紅帶子，一般人不可直呼其名，應用阿哥，或覺羅來稱呼。
1636年（清太宗崇德元年），皇太极下诏，规定
1. 其祖父清显祖塔克世的直系子孙为“宗室”
2. 清興祖福滿與清景祖覺昌安等其余伯叔兄弟旁支子孙称“觉罗”。
3. 烏克孫（uksun），被譯為宗室，成為清朝皇室嫡系子孫專有用的名稱。

此外，另外創了一個單字，烏克蘇拉（uksura），用來取代之前烏克孫的意義，用以指近親家庭中的成員。
金朝舊例，金朝的皇族直系稱為宗室，不直呼其姓；皇族旁系則稱完顏，此外，還有非皇族的完顏氏。鄭天挺認為將皇族分為宗室與覺羅，是仿效金制度。非皇室的同姓覺羅，則稱民覺羅。
宗室系「黄带子」，觉罗系「红带子」，由此以示区别。宗室被革退者系「红带子」，位列皇族家谱《玉牒》之末。例如，签署《中英南京条约》的中方代表之一伊里布就是原为宗室，后被革退为红带子。
身為宗室，依其親疏，可受封爵位，最高為親王、郡王、貝勒、貝子以下，共分十四等，隨著與皇室的親疏，逐代遞降。
在十四等之下，稱閒散宗室，只享有宗室頭銜，可用四品頂戴，但沒有爵位。

## 爵位
宗室爵位，又稱宗室覺羅世爵，掌於宗人府，共分為十二級，只授予愛新覺羅氏族人，它們分別是：

### 男子
宗室的爵位有12等：
1. 和碩親王　　　　和碩：滿語意為一方、一隅
2. 多羅郡王
3. 多羅貝勒
4. 固山貝子　　　　固山：滿語意為一角
5. 奉恩鎮國公
6. 奉恩輔國公
7. 不入八分鎮國公
8. 不入八分輔國公
9. 鎮國將軍　　　　分一至三等鎮國將軍，正一品；補服為麒麟
10. 輔國將軍　　　　分一等輔國將軍兼一雲騎尉及一至三等輔國將軍，正二品；補服為獅子
11. 奉國將軍　　　　分一等奉國將軍兼一雲騎尉及一至三等奉國將軍，正三品；補服為豹子
12. 奉恩將軍　　　　分奉恩將軍兼一雲騎尉及奉恩將軍，正四品；補服為老虎

### 女子
1. 固倫公主：居京師俸銀400兩、祿米400斛，下嫁外藩俸銀1000兩、俸緞30匹
2. 和碩公主：居京師俸銀300兩、祿米300斛，下嫁外藩俸銀400兩、俸緞15匹
3. 郡主，稱「和碩格格」，封親王之女：居京師俸銀160兩、祿米160斛，下嫁外藩俸銀160兩、俸緞12匹
4. 縣主，稱「多羅格格」，封親王世子、郡王之女：居京師俸銀110兩、祿米110斛，下嫁外藩俸銀110兩、俸緞10匹
5. 郡君，稱「多羅格格」，封郡王長子、貝勒之女：居京師俸銀60兩、祿米60斛，下嫁外藩俸銀60兩、俸緞8匹
6. 縣君，稱「固山格格」，封貝子之女：居京師俸銀50兩、祿米50斛，下嫁外藩俸銀50兩、俸緞6匹
7. 鄉君，稱「五品格格」，封鎮國公、輔國公之女：居京師俸銀40兩、祿米40斛，下嫁外藩俸銀40兩、俸緞5匹
8. 宗女，稱「六品格格」，封不入八分公（奉恩將軍以上）之女：居京師俸銀30兩、祿米30斛，下嫁外藩俸銀30兩、俸緞3匹

## 世襲
根據光緒《大清會典》卷一《宗人府》記載，清王朝分封皇室爵位共有功封、恩封、襲封和考封四種形式和十二等爵（參見男子宗室的爵位有12等）。
清代为了防止如明代一样宗室爵位泛滥的情况，制定降襲制度，这在中国歷朝歷代中是最為特殊的。
其中輔國將軍以上還分世襲罔替和世襲遞降兩類。一般情況下，因為功封王爵者多屬世襲罔替，也就是俗話說的“鐵帽子王”。因為恩封爵位者則多屬世襲遞降，但在遞降到輔國將軍這一爵位時便不再遞降。獲得親王、郡王、貝勒、貝子等爵位的宗室並不能世襲，每世遞降一等。惟有12大“鐵帽子王”因為其祖先功勳卓著，被賜世襲不降封典。如果某“鐵帽子王”獲罪奪爵，以其旁支襲爵，但其後世也不乏被奪爵的歷史記載。

### 世襲罔替
世襲罔替，即以原爵位承襲。例如大清十二家“ 鐵帽子王 ”。
清兵入關時，戰功昭著的幾个著名親王與郡王，拥有世袭罔替的权利。他们的主爵位（入八分的爵位）不必世袭递降，分别为礼亲王、睿亲王、豫亲王、肃亲王、郑亲王、庄亲王、克勤郡王、顺承郡王。这八个清初王公，嫡系後裔享有世袭罔替的王爵（俗稱鐵帽子）。但是除了嫡子以外，其餘子孫还跟其他王公一样，世袭递降，并且进行考封。
后世又有四位親王因輔佐皇帝、皇太后在政治鬥爭中有功，而获此殊榮，即怡亲王、恭亲王、醇亲王、庆亲王。
除此之外，还有几家清初立过军功的入八分公，得到世袭罔替，如褚英后人的奉恩镇国公，就是世袭罔替的。

### 世襲遞降
降等世襲，即每承襲一次要降一級，但降級若干次（親王降至鎮國公，郡王降至輔國公，貝勒降至不入八分鎮國公，貝子降至不入八分輔國公，鎮國公降至鎮國將軍，輔國公降至輔國將軍）後便不再遞降，以此爵傳世。

## 閒散宗室
根据世降一等的袭爵方式和嫡庶有别的原则，必然会导致有些宗室无法取得爵位，無爵位的宗室叫“閒散宗室”，用四品頂戴、武职补服，但无四品实职。
闲散宗室本无品级顶戴。至乾隆四十七年（1782年），乾隆帝认为闲散宗室“谱列银潢，名登《玉牒》”，却“身无职级，竟至与齐民无别”，有辱皇室风采，于是钦赐闲散宗室着四品顶戴、武职补服。
《玉牒》紀錄清朝男性宗室共4萬餘人，曾有封爵位或任官職者僅4,279人，約佔皇族人數之10%。其中宗室受封封王爵以上者182人，封輔國公以上者337人，奉國將軍以上者1,580人，共2,099人，約佔皇族人數之5%，多數宗室為無爵無職之閒散宗室。

## 旗族
入關前，宗室諸王公未有明確分家或旗族隸屬規範，視各旗旗主受賞、沒收、分家、交換、兼併佐領而定。入關後，自清世祖以下諸帝之皇子皆於封爵分府時自上三旗撥出若干佐領，入封於下五旗。宗室旗籍與族屬如下：
| 帝系               | 房序                                   | 分支           | 旗籍     | 支族 |
| 顯祖系             |                                        |                |          |      |
| 第二房穆爾哈齊     | 第二子達爾察後裔                       | 正藍旗         | 第七族   |      |
| 第二房穆爾哈齊     | 第四子務達海後裔                       | 正藍旗         | 第九族   |      |
| 第二房穆爾哈齊     | 第五子漢岱後裔                         | 正藍旗         | 第二族   |      |
| 第二房穆爾哈齊     | 第七子塔海後裔                         | 正藍旗         | 第十三族 |      |
| 第二房穆爾哈齊     | 第九子祜世塔後裔                       | 正藍旗         | 第五族   |      |
| 第二房穆爾哈齊     | 第十子喇世塔後裔                       | 正藍旗         | 第十二族 |      |
| 第三房舒爾哈齊     | 第二子阿敏第一子宏科泰後裔             | 鑲藍旗         | 第一族   |      |
| 第三房舒爾哈齊     | 第二子阿敏第二子愛爾禮後裔             | 鑲藍旗         | 第一族   |      |
| 第三房舒爾哈齊     | 第二子阿敏第三子固爾瑪渾後裔           | 鑲藍旗         | 第一族   |      |
| 第三房舒爾哈齊     | 第二子阿敏第四子恭阿後裔               | 鑲藍旗         | 第二族   |      |
| 第三房舒爾哈齊     | 第二子阿敏第五子果蓋後裔               | 鑲藍旗         | 第二族   |      |
| 第三房舒爾哈齊     | 第二子阿敏第六子果賴後裔               | 鑲藍旗         | 第二族   |      |
| 第三房舒爾哈齊     | 第三子扎薩克圖後裔                     | 鑲藍旗         | 第三族   |      |
| 第三房舒爾哈齊     | 第四子圖倫後裔                         | 鑲藍旗         | 第七族   |      |
| 第三房舒爾哈齊     | 第四子圖倫第二子屯齊第二子富爾親後裔   | 鑲藍旗         | 第四族   |      |
| 第三房舒爾哈齊     | 第五子塞桑武後裔                       | 鑲藍旗         | 第四族   |      |
| 第三房舒爾哈齊     | 第六子濟爾哈朗後裔                     | 鑲藍旗         | 第五族   |      |
| 第三房舒爾哈齊     | 第八子費揚武後裔                       | 鑲藍旗         | 第六族   |      |
| 第五房巴雅喇       | 諸子後裔                               | 鑲黃旗         | 第一族   |      |
| 第五房巴雅喇       | 第六子濟瑪護後裔                       | 鑲白旗         | 第二族   |      |
| 太祖系             |                                        |                |          |      |
| 第一房褚英         | 第一子杜度第一子杜爾祜後裔             | 鑲紅旗         | 第一族   |      |
| 第一房褚英         | 第一子杜度第二子穆爾祜後裔             | 鑲紅旗         | 第一族   |      |
| 第一房褚英         | 第一子杜度第三子特爾祜後裔             | 鑲紅旗         | 第二族   |      |
| 第一房褚英         | 第一子杜度第六子杜努文後裔             | 鑲紅旗         | 第二族   |      |
| 第一房褚英         | 第一子杜度第七子薩弼後裔               | 鑲紅旗         | 第三族   |      |
| 第一房褚英         | 第三子尼堪後裔                         | 鑲紅旗         | 第四族   |      |
| 第二房代善         | 第一子岳託後裔                         | 鑲紅旗         | 第五族   |      |
| 第二房代善         | 第三子薩哈璘後裔                       | 正紅旗         | 第一族   |      |
| 第二房代善         | 第四子瓦克達後裔                       | 正紅旗         | 第二族   |      |
| 第二房代善         | 第七子滿達海後裔                       | 正紅旗         | 第三族   |      |
| 第二房代善         | 第七子滿達海第一子長阿岱第四子廣昌後裔 | 正紅旗         | 第五族   |      |
| 第二房代善         | 第八子祜塞後裔                         | 正紅旗         | 第四族   |      |
| 第三房阿拜         | 第一子席特庫後裔                       | 正藍旗第       | 第十一族 |      |
| 第三房阿拜         | 第三子費雅三後裔                       | 正藍旗第       | 第十一族 |      |
| 第三房阿拜         | 第四子干圖後裔                         | 正藍旗第       | 第十一族 |      |
| 第三房阿拜         | 第五子範國後裔                         | 正藍旗         | 第十族   |      |
| 第三房阿拜         | 第六子鞏安後裔                         | 正藍旗         | 第十族   |      |
| 第三房阿拜         | 第七子灝善後裔                         | 正藍旗         | 第一族   |      |
| 第四房湯古代後裔   | -                                      | 正白旗         | 第二族   |      |
| 第六房塔拜         | 第二子額克親後裔                       | 正白旗         | 第二族   |      |
| 第六房塔拜         | 第二子額克親第四子伯爾赫宜後裔         | 正白旗         | 第一族   |      |
| 第六房塔拜         | 第四子巴穆布爾善後裔                   | 正白旗         | 第三族   |      |
| 第六房塔拜         | 第六子巴都海後裔                       | 正白旗         | 第三族   |      |
| 第六房塔拜         | 第七子喇都海後裔                       | 正白旗         | 第三族   |      |
| 第六房塔拜         | 第八子巴特瑪費揚武後裔                 | 正白旗         | 第三族   |      |
| 第七房阿巴泰後裔   | -                                      | 正藍旗         | 第八族   |      |
| 第九房巴布泰後裔   | -                                      | 正黃旗         | 第一族   |      |
| 第十一房巴布海後裔 | -                                      | 正黃旗         | 第一族   |      |
| 第十二房阿濟格後裔 | -                                      | 鑲紅旗         | 第六族   |      |
| 第十三房賴慕布後裔 | -                                      | 正藍旗         | 第八族   |      |
| 第十四房多爾袞後裔 | -                                      | 正藍旗         | 第三族   |      |
| 第十五房多鐸       | 諸子後裔                               | 正藍旗         | 第四族   |      |
| 第十五房多鐸       | 第七子洞鄂後裔                         | 正藍旗         | 第三族   |      |
| 第十五房多鐸       | 第八子費揚古後裔                       | 正藍旗         | 第四族   |      |
| 太宗系             |                                        |                |          |      |
| 第一房豪格         | 富綬以外諸子後裔                       | 鑲白旗         | 第一族   |      |
| 第一房豪格         | 第四子富綬後裔                         | 鑲白旗         | 第三族   |      |
| 第四房葉布舒後裔   | -                                      | 正黃旗         | 第二族   |      |
| 第五房碩塞         | 第一子博果鐸後裔                       | 右翼近支鑲紅旗 | 第三族   |      |
| 第五房碩塞         | 第二子博爾果洛後裔                     | 鑲紅旗         | 第四族   |      |
| 第五房碩塞         | 第三子鞥額布後裔                       | 鑲紅旗         | 第四族   |      |
| 第六房高塞後裔     | -                                      | 正黃旗         | 第二族   |      |
| 第七房常舒後裔     | -                                      | 鑲黃旗         | 第一族   |      |
| 第十房韜塞後裔     | -                                      | 正白入鑲黃旗   | 第一族   |      |
| 世祖系             |                                        |                |          |      |
| 第二房福全後裔     | -                                      | 鑲白旗         | 第二族   |      |
| 第五房常穎後裔     | -                                      | 正藍旗         | 第六族   |      |
| 聖祖系             |                                        |                |          |      |
| 第一房允禔後裔     | -                                      | 右翼近支鑲藍旗 | 第一族   |      |
| 第二房允礽後裔     | -                                      | 右翼近支鑲藍旗 | 第二族   |      |
| 第三房允祉後裔     | -                                      | 右翼近支鑲藍旗 | 第三族   |      |
| 第五房允祺後裔     | -                                      | 左翼近支鑲白旗 | 第一族   |      |
| 第七房允祐後裔     | -                                      | 左翼近支鑲白旗 | 第二族   |      |
| 第八房允禩後裔     | -                                      | 左翼近支正藍旗 | 第二族   |      |
| 第九房允禟後裔     | -                                      | 左翼近支正藍旗 | 第二族   |      |
| 第十房允䄉後裔     | -                                      | 右翼近支正紅旗 | 第三族   |      |
| 第十二房允祹後裔   | -                                      | 左翼近支鑲白旗 | 第一族   |      |
| 第十三房允祥後裔   | -                                      | 左翼近支正藍旗 | 第二族   |      |
| 第十四房允禵後裔   | -                                      | 右翼近支鑲藍旗 | 第四族   |      |
| 第十五房允禑後裔   | -                                      | 右翼近支正紅旗 | 第四族   |      |
| 第十七房允禮後裔   | -                                      | 右翼近支正紅旗 | 第一族   |      |
| 第二十房允禕後裔   | -                                      | 左翼近支正藍旗 | 第一族   |      |
| 第二十一房允禧後裔 | -                                      | 右翼近支鑲藍旗 | 第一族   |      |
| 第二十二房允祜後裔 | -                                      | 左翼近支正藍旗 | 第一族   |      |
| 第二十三房允祁後裔 | -                                      | 左翼近支鑲白旗 | 第一族   |      |
| 第二十四房允祕後裔 | -                                      | 左翼近支正藍旗 | 第二族   |      |
| 世宗系             |                                        |                |          |      |
| 弘晝後裔           | -                                      | 左翼近支正藍旗 | 第二族   |      |
| 高宗系             |                                        |                |          |      |
| 第一房永璜後裔     | -                                      | 左翼近支正藍旗 | 第一族   |      |
| 第三房永璋後裔     | -                                      | 右翼近支鑲紅旗 | 第一族   |      |
| 第五房永琪後裔     | -                                      | 右翼近支鑲紅旗 | 第一族   |      |
| 第八房永璇後裔     | -                                      | 左翼近支鑲白旗 | 第一族   |      |
| 第十一房永瑆後裔   | -                                      | 右翼近支正紅旗 | 第一族   |      |
| 第十二房永璂後裔   | -                                      | 右翼近支正紅旗 | 第一族   |      |
| 第十七房永璘後裔   | -                                      | 右翼近支鑲藍旗 | 第一族   |      |
| 仁宗系             |                                        |                |          |      |
| 第三房綿愷後裔     | -                                      | 左翼近支鑲白旗 | 第一族   |      |
| 第四房綿忻後裔     | -                                      | 右翼近支鑲紅旗 | 第一族   |      |
| 第五房綿愉後裔     | -                                      | 右翼近支鑲藍旗 | 第一族   |      |
| 宣宗系             |                                        |                |          |      |
| 第一房奕緯後裔     | -                                      | 右翼近支鑲紅旗 | 第一族   |      |
| 第六房奕訢後裔     | -                                      | 右翼近支鑲藍旗 | 第一族   |      |
| 第七房奕譞後裔     | -                                      | 左翼近支鑲白旗 | 第一族   |      |
| 第八房奕詥後裔     | -                                      | 右翼近支正紅旗 | 第一族   |      |
| 第九房奕譓後裔     | -                                      | 左翼近支正藍旗 | 第一族   |      |

## 宗室革退者
宗室各支系中，因罪被黜为红带子支裔： 
- 清太祖努尔哈赤长子褚英之孙杜努文之子苏努一支；
- 清太祖努尔哈赤次子代善九世孙兴瑞之子全亮一支；
- 清太祖努尔哈赤次子代善次子碩託一支；
- 清太祖努尔哈赤次子代善三子萨哈璘长子阿达礼一支；
- 清太祖努尔哈赤五子莽古尔泰一支；
- 清太祖努尔哈赤六子塔拜之孙额尔济图一支；
- 清太祖努尔哈赤七子阿巴泰四子岳乐十九子务尔占一支；
- 清太祖努尔哈赤十子德格类一支；
- 清太祖努尔哈赤十六子费扬果一支；
- 清太宗皇太极长子豪格五子猛瓘三子延信一支
- 清显祖塔克世三子舒尔哈齐长子阿尔通阿长子舒尔赫一支；
- 清显祖塔克世三子舒尔哈齐次子阿敏之孙塞克图次子拉哈礼一支；
- 清显祖塔克世三子舒尔哈齐次子阿敏次子爱度一支；
- 清显祖塔克世三子舒尔哈齐六子济尔哈朗之孙杨桑长子务能义一支；
- 清显祖塔克世三子舒尔哈齐九子脑岱一支；
- 清显祖塔克世五子巴雅喇四子巩阿岱一支；
- 清显祖塔克世五子巴雅喇五子锡翰一支；
- 清显祖塔克世五子巴雅喇八子德玛护一支。
- 毓彭一支。

## 现状
1912年2月，大清政府頒布大清皇帝退位詔書，正式结束清朝296年统治。此后，滿州人通遍使用汉姓，放弃传统滿族姓氏，宗室亦如此，爱新觉罗氏改为金姓、趙姓，亦有随名姓。1949年中华人民共和国成立后，在相当一段时间内强调阶级成分，因此个人对为清朝宗室后裔身份较为忌讳。1970年代末，社会政治风气改变。此后，宗室后裔已不再成为忌讳。当代学者阎崇年将清朝皇族后裔归为三类：近亲宗室、宗室嫡系子孙、闲散宗室。包括溥仪兄弟在内的近亲宗室的正支较为低调，旁支更喜欢使用爱新觉罗氏这个姓氏。有认为这是“时代功利性”。更有皇族后裔将自称爱新觉罗者归为“骗子”。

### 引用
1. ↑  劉小萌〈明代女真的血缘家族"乌克孙"〉，收入劉小萌著《滿族的社會與生活》
2. ↑  《金史》卷59〈表〉：「金人初起，完顏十二部，其後皆以部為氏，史臣記錄有稱「宗室」者，有稱完顏者。稱完顏者亦有二焉，有同姓完顏，蓋疏族，若石土門、迪古乃是也；有異姓完顏，蓋部人，若歡都是也。大定以前稱「宗室」，明昌以後避睿宗諱稱「內族」，其實一而已，書名不書氏，其制如此。宣宗詔宗室皆稱完顏，不復識別焉。」
3. ↑  《欽定大清會典則例》卷1：「宗室封爵列十有四等，一和碩親王，二世子，三多羅郡王，四長子，五多羅貝勒，六固山貝子，七鎮國公，八輔國公，九不入八分鎮國公，十不入八分輔國公，十一鎮國將軍，十二輔國將軍，十三奉國將軍，十四奉恩將軍。皇子生十五歲，由府請封其爵，級出自欽定。」
4. ↑  吳振域《養吉齋叢錄》卷1：「宗室封爵，自親王、郡王、貝勒、貝子以下，凡十四等，以世遞降。以下則為閒散宗室，用四品頂戴。惟禮親王、睿親王、肅親王、鄭親王，世襲不降封，或獲罪革爵，仍以旁支襲封，京師俗諺謂之鐵帽子王。」
5. ↑  鄂爾泰等奉敕修，《八旗通志初集》，卷五十，典禮志一。
6. ↑  賴惠敏，〈清代皇族的封爵與任官研究〉，收入中央大學共同學科編，《第二屆明清之際中國文化的延續與轉變論文集》（台北：文史哲出版社，1993年4月），頁427-460。
7. ↑  杜家驥，《八旗與清朝政治論稿》（北京：人民出版社，2008年3月），第258、330、331頁。
8. ↑  牟其汶輯，《宗室王公世職章京爵秩襲次全表》，宗人府黃檔房，《宗室王公章京世系爵秩冊》，收入北京圖書館出版社編《北京圖書館藏家譜叢刊·民族卷》，第34冊、第35冊（北京：北京圖書館出版社，2003年2月）。
9. ↑  杜努文獨子蘇努因罪廢為庶人，後復宗籍為紅帶子。
10. ↑  薩哈璘第一子阿達禮因罪黜宗室。
11. ↑  聖祖第十六子允祿嗣。
12. ↑  宗人府黃檔房冊作鑲白旗第一族。
13. ↑  宗人府黃檔房冊作正藍旗第八族。
14. ↑  宗人府黃檔房冊作正紅旗第二族。
15. ↑  世宗第六子弘曕嗣。
16. ↑  . 凤凰网，来源：中国网. 2014-09-11  [2017-08-11]. （原始内容存档于2017-08-11） （简体中文）.